# 崔君洽
崔君洽（？—？），名液，字君洽，以字行，博陵郡安平县（今河北省衡水市安平县）人，出自博陵崔氏博陵第二房，北齐祠部尚书、华阳县男崔昂第三子，北齐、北周、隋朝官员。

## 生平
崔君洽通晓文辞，有学识修养，风度仪表、才识度量为当时的舆论所赞许。北齐武平三年（572年），祖珽上奏后主高纬立文林馆，崔君洽当时官至开府参军，与李师上一起被任命为符玺郎，选入文林馆等待诏命。崔君洽卢公顺及李师上志趣相同、亲密友好，一起随高纬前往晋阳，寄居在佛教寺院中，朝廷官员称他们为“唐寺三少”，为舆论推重赞许就像这样。隋朝开皇年间，崔君洽官至中书侍郎。

## 家庭

### 父母
- 崔昂，北齐祠部尚书、华阳县男
- 卢修娥，北魏青州刺史、敬侯卢尚之孙女，参军卢文甫之女[9]

### 兄弟姐妹
- 崔君赞[9]
- 崔君和[9]
- 崔天师[9]
- 崔人师[9]
- 崔氏，嫁荥阳郑思仁[9]
- 崔氏，嫁赵郡李孝贞[9]
- 崔德仪，嫁范阳卢公顺[9]

### 儿子
- 崔昙首，唐朝掖县县令